# Bergheim (Oberbayern)
 Denne artikel omhandler byen Bergheim (Oberbayern). Der er også andre byer med dette navn, se Bergheim.
Bergheim er en kommune i landkreis Neuburg-Schrobenhausen i regierungsbezirk Oberbayern, i den tyske delstat Bayern.
Den er en del af Verwaltungsgemeinschaft Neuburg an der Donau.

## Geografi
Kommunen Bergheim ligger syv kilometer nordøst for Neuburg an der Donau, ved vejen fra Neuburg til Ingolstadt. Kommunen ligger mellem udløbere af Jurabjergene og floden Donau i den sydlige ende af Naturpark Altmühltal.

### Oprettelse
Kommunen blev oprettet i 1978 af de tidligere selvstændige kommuner Bergheim, Unterstall (med bebyggelsen Straßwirt) og Attenfeld (med bebyggelsen Igstetter Hof). Hennenweidach er en bebyggelse ved Bergheim.